# 坂口浩司
坂口 浩司（さかぐち ひろし） は、日本の材料工学者。京都大学エネルギー理工学研究所エネルギー利用過程研究部門教授。

## 人物・経歴
1985年九州大学工学部合成化学科卒業。1987年九州大学大学院工学研究科合成化学専攻修士課程修了。1989年日本学術振興会特別研究員。1990年九州大学大学院工学研究科合成化学専攻博士課程修了、工学博士。同年静岡大学電子工学研究所助手。1991年ロチェスター大学NSFセンター客員研究員。1993年井上科学振興財団研究奨励賞、高柳研究奨励賞受賞。2001年静岡大学電子工学研究所助教授。2005年科学技術振興機構戦略創造研究推進事業さきがけ研究者兼任。2008年愛媛大学大学院理工学研究科教授。2010年京都大学エネルギー理工学研究所教授。2020年名古屋大学公正研究委員会公正研究調査専門委員会内部委員。